# The Bat (film din 1926)
The Bat este un film de groază-comedie american din 1926, regizat de Roland West. Rolurile principale sunt interpretate de actorii Emily Fitzroy, Jack Pickford și Jewel Carmen.

## Distribuție
- Emily Fitzroy - Miss Cornelia Van Gorder
- Jack Pickford - Brooks Bailey
- Jewel Carmen - Miss Dale Ogden
- Robert McKim - dr. H.E. Wells
- Arthur Housman - Richard Fleming
- Louise Fazenda - Lizzie Allen
- Tullio Carminati - detectivul Moletti
- Eddie Gribbon - detectivul Anderson
- George Beranger - Gideon Bell
- Charles Herzinger - Courtleigh Fleming
- Sojin Kamiyama - Billy the Butler
- Lee Shumway - The Unknown